# Trevor Peters
Trevor Charles Peters (ur. 19 marca 1989) – piłkarz z Brytyjskich Wysp Dziewiczych występujący na pozycji napastnika, obecnie zawodnik Virgin Gorda Ballstars.

## Kariera klubowa
Peters rozpoczynał swoją karierę piłkarską w zespole Virgin Gorda Ballstars.

## Kariera reprezentacyjna
W seniorskiej reprezentacji Brytyjskich Wysp Dziewiczych Peters zadebiutował 14 października 2010 w przegranym 0:17 meczu z Dominikaną w ramach Pucharu Karaibów. Wziął także udział w eliminacjach do Mistrzostw Świata 2014, gdzie 10 lipca 2011 wpisał się na listę strzelców w przegranej 1:2 konfrontacji z Wyspami Dziewiczymi Stanów Zjednoczonych – był to zarazem jego pierwszy gol w kadrze narodowej. Ostatecznie jego drużyna nie zdołała zakwalifikować się na mundial.